# Мнгва
Мнгва, или нунда, — существо-криптид, якобы обитающее в Восточной Африке (большая часть сообщений о встречах с ним поступала с территории современной Танзании). Внешне якобы напоминает представителя семейства кошачьих с серой шерстью (иногда упоминается наличие полос), огромными клыками и размером с осла. Слово «мнгва» в переводе с языка суахили означает «странный зверь».
Сообщения о мнгва стали известны в Европе с 1900-х годов. Так, например, по некоторым сведениям в 1920 году в Дар-Эс-Саламе в течение двух ночей двое дежурных полицейских были растерзаны крупным хищником. В руке одного из них остался клочок шерсти. Эксперты установили, что это — шерсть кошачьего, но не смогли определить вид. В 1922 году появилось сообщение о том, что подобный зверь якобы напал на одну рыбацкую танганьикскую деревню, убив множество жителей. В 1938 году статья об этом существе появилась в журнале Discovery. Британский колониальный служащий в Танганьике Уильям Хиченс оставил записи об осмотре нескольких местных жителей, которые, по их словам, подверглись нападениям мнгва. Первоначально Хиченс считал, что в этих сообщениях речь идёт о льве-людоеде, но затем якобы сумел обнаружить следы мнгва и даже образцы шерсти этого существа, которые не были похожи на львиные.
В 1954 году поисками мнгва занимался охотник Патрик Боэун, который якобы тоже сумел обнаружить следы мнгва и образцы шерсти. Шерсть, по его словам, была явной отличной от леопардовой, тогда как следы по форме были похожи на следы леопарда, но значительно превосходили их размерами. Бернар Эйвельманс предполагал, что найденные образцы шерсти могли принадлежать неизвестному крупному подвиду золотой кошки или же быть шерстью известных видов кошачьих, имеющих аномальный окрас.
Несмотря на то, что Хиченсом в течение какого-то времени предпринимались активные попытки доказать реальность существования мнгва, на сегодняшний день никаких доказательств существования этого животного нет. Никаких научных исследований якобы обнаруженных образцов его шерсти не проводилось, а сами образцы, если даже существовали в реальности, не сохранились.